# Chattanooga Red Wolves Soccer Club
Il Chattanooga Red Wolves Soccer Club, conosciuto più semplicemente come i Chattanooga Red Wolves, è un club calcistico professionistico statunitense con base a Chattanooga, nel Tennessee, e che disputa le proprie partite interne presso il CHI Memorial Stadium di East Ridge, impianto da 5.500 posti a sedere.
Attualmente partecipa alla USL League One, campionato di terza divisione della piramide calcistica americana.

## Storia
Il primo agosto del 2018, la USL ha annunciato un club di Chattanooga come membro fondatore del nuovo campionato di terza divisione da lei organizzato, la USL League One, che avrebbe disputato la propria prima stagione nel 2019. Il club ha poi annunciato il suo nome ufficiale un paio di mesi più tardi, il 25 settembre. I Red Wolves hanno poi esordito tra i professionisti il 6 aprile 2019 sconfiggendo in casa il Forward Madison con il risultato di 1-0.
Dopo aver tentato invano di trovare un accordo con la città di Chattanooga per disputare le proprie partite interne presso il più centrale Finley Stadium, il 25 aprile 2019 la società ha annunciato di voler costruire il proprio stadio nel comune suburbano di East Ridge come parte di un piano di sviluppo comprendente anche unità abitative, hotel, negozi e altre attività, per un investimento complessivo di circa 125 milioni di dollari. L'esordio ufficiale della squadra nel nuovo impianto è avvenuto il 1º agosto 2020 in un match contro il Tucson, terminato 1-0 per i padroni di casa.

## Polemiche
Poco dopo la fondazione della nuova franchigia USL, la società ed i tifosi dell'altro club calcistico della città, all'epoca ancora militante tra i dilettanti, il Chattanooga FC, hanno accusato il nuovo club di tentare di rubare le proprie risorse a seguito dell'assunzione dell'allora general manager del CFC Sean McDaniel da parte dei Red Wolves e dei tentativi falliti da parte di questi ultimi di trovare un accordo per giocare al Finley Stadium, storica casa del Chattanooga FC, nonché di incorporare all'interno della nuova società le squadre giovanili del CFC.
Nel novembre 2019, inoltre, l'Università Statale dell'Arkansas ha inviato ai Chattanooga Red Wolves una lettera in cui intimava al club di smettere di utilizzare il marchio Red Wolves, che l'ateneo aveva registrato per la propria squadra di football americano.